# 요촌동
요촌동(堯村洞)은 대한민국의 전북특별자치도 김제시에 설치된 동이다.

## 개요
요촌동은 김제시의 중앙에 위치하여 상업과 공업이 주를 이루고 있으며, 도작 문화의 고장으로서의 명예를 잃지 않는 농업이 병행되고 있는 다원화된 도시이다. 특히, 인생의 노년을 뜻있고 아름답게 보낼 수 있는 노인복지타운이 위치하여 은빛 시대의 장을 여는 실버 도시라 할 수 있으며, 지역상권과 쇼핑중심지역으로 김제시 지역경제의 활로를 찾는 매개체 역할을 하고 있다.

## 법정동
- 요촌동
- 서암동
- 신곡동
- 하동
- 흥사동

## 교육
- 김제북초등학교
- 검산초등학교

## 아파트
| 단지명              | 건설사   | 시행사                        | 주소                  | 입주       | 비고 |
| ------------------- | -------- | ----------------------------- | --------------------- | ---------- | ---- |
| 김제하동 오투그란데 | 제일건설 | ㈜에버종합건설 ㈜미래산업개발 | 요촌중길 146 (요촌동) | 2016년 1월 |      |